# 王瑤 (天順進士)
王瑤（1426年—？），字良玉，湖廣襄陽府襄陽縣人，明朝政治人物。進士出身。

## 生平
湖廣鄉試第十五名。天順元年（1457年）丁丑科會試第二十二名，殿試登進士第二甲第二十四名。歷彰德府知府。

## 家族
曾祖父王伯崇。祖父王鉅。父亲王淙。